# Alfred Henry Maurer
Pour les articles homonymes, voir Maurer.
Alfred Henry Maurer (New York, 1868-1932) est un artiste peintre américain, relié au courant moderniste et aux cercles avant-gardistes.

## Biographie
Alfred Henry Maurer est le fils du lithographe d'origine allemande Louis Maurer (1832-1932), l'un des derniers artistes employés par Currier and Ives, célèbre producteur d'estampes américain. Âgé de 16 ans, Alfred quitte les études pour être employé comme apprenti dans l'entreprise où travaille son père. Toutefois, le jeune homme veut devenir peintre, et il suit des cours auprès de John Quincy Adams Ward et William Merritt Chase, avant de partir en 1897 pour Paris, où il va demeurer quatre années, fréquentant ses compatriotes installés comme lui dans la capitale française. Il s'inscrit à l'Académie Julian, mais trouve les cours assez ennuyeux. Il est à cette époque d'un naturel optimiste, fréquente le musée du Louvre et les nuits parisiennes ; il développe un style assez réaliste. De cette époque date son premier autoportrait. 
En 1899, il expose pour la première fois au Salon des artistes français (Paris), une toile intitulée La Tireuse de carte ; il indique comme adresse parisienne le 19 de la rue Daguerre ; il revient au Salon l'année suivante.
En 1901, sa toile An Arrangement est présentée à la Carnegie International Exhibition, et reçoit des critiques positives, ainsi qu'un prix, remis par Thomas Eakins et Winslow Homer. Alfred Maurer espère par cette distinction prouver à son père qu'il est capable de devenir un grand peintre. Il reçoit également un prix lors de l'Exposition pan-américaine de Buffalo.
En 1903, il commence d'exposer au salon de la Société nationale des beaux-arts où il présente cinq toiles ; il réside alors Villa Gabriel ; de rares critiques français remarquent son travail tels Marcel Clavié, rédacteur de L'Œuvre d'art international et Léon Riotor au Rappel.
En 1905, son travail est récompensé lors de l'Exposition universelle de Liège ; la même année, durant la Sécession de Munich, il reçoit la médaille d'or. C'est aussi l'année où il expose pour la première fois au Salon d'Automne où il montre deux toiles ; il y revient régulièrement jusqu'en 1913.
L'année suivante, contre toute attente, Maurer change radicalement de style : sa peinture explore les techniques, alors nouvelles, des fauves, puis, par la suite, le cubisme. De retour à Paris, il fréquente le salon de Gertrude et Leo Stein, qui l'encouragent. Par leur biais, ses toiles sont exposées, avec celles de John Marin, à la Galerie 291 de New York, dirigée par Alfred Stieglitz et Edward Steichen. En 1913, quatre de ses toiles sont retenues pour figurer à l'Armory Show. Il retourne vivre à New York la veille du déclenchement de la Première Guerre mondiale.
Il est alors proche d'artistes modernistes comme Arthur Dove, Marsden Hartley, et bien entendu John Marin, mais connaît cependant un succès critique plus mitigé. Ses rapports avec son père se dégradent. Il participe toutefois à des évènements prestigieux comme le The Forum Exhibition of Modern American Painters (New York) en 1916, puis dans la foulée à la Society of Independent Artists, dont il devient même président en 1919. Entre temps, en 1917, sa mère décède, et l'artiste commence à se retirer de la vie mondaine,.
Ses dernières toiles représentent souvent des femmes à la manière d'un Modigliani. En 1922, Walter Pach l'inclut dans les pionniers de la tendance nouvelle, celle des modernistes, et souligne le caractère expressionniste de ses dernières compositions.
En 1924, le directeur de la Weyhe Gallery (en) rachète l'intégralité de son atelier, situé à Manhattan dans la West Side, juste à côté du logement de son père. Alfred Maurer souffre a cette époque d'une forme de dépression, qui va s'intensifier. 
Il met fin le 4 août 1932 à ses jours par pendaison dans l'atelier de West Side, quelques semaine seulement après la mort de son père à l'âge de cent ans : celui-ci venait d'organiser une exposition sur des propres travaux, sans mentionner aucunement son fils. 
Alfred Stieglitz décide de rendre hommage à Alfred Maurer en organisant une rétrospective dans sa galerie, « An American Place », mais le projet est annulé. En 1937, le grand critique d'art Henry McBride (1867-1962) réussit à monter une exposition rétrospective en son hommage à la Hudson Walker Gallery (New York).

## Œuvre

### Collections publiques
Les œuvres de Maurer sont entre autres conservées à la Fondation Barnes (Philadelphie) ; au Brooklyn Museum, (New York) ; au Carnegie Museum of Art (Pittsburgh) ; au Art Institute of Chicago ; au Crystal Bridges Museum of American Art (Bentonville, Arkansas) ; au Metropolitan Museum of Art, (New York) ; au Philadelphia Museum of Art ; dans la Phillips Collection (Washington, D.C.) ; au Smithsonian American Art Museum (Washington, D.C.) ; au Weisman Art Museum (University of Minnesota, Minneapolis) ; et au Whitney Museum of American Art (New York).

## Galerie

Quelques œuvres d'Alfred Maurer
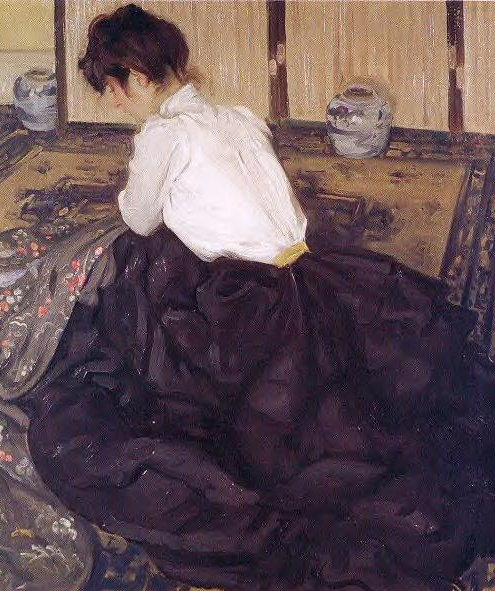
An Arrangement, huile sur toile, 1901.
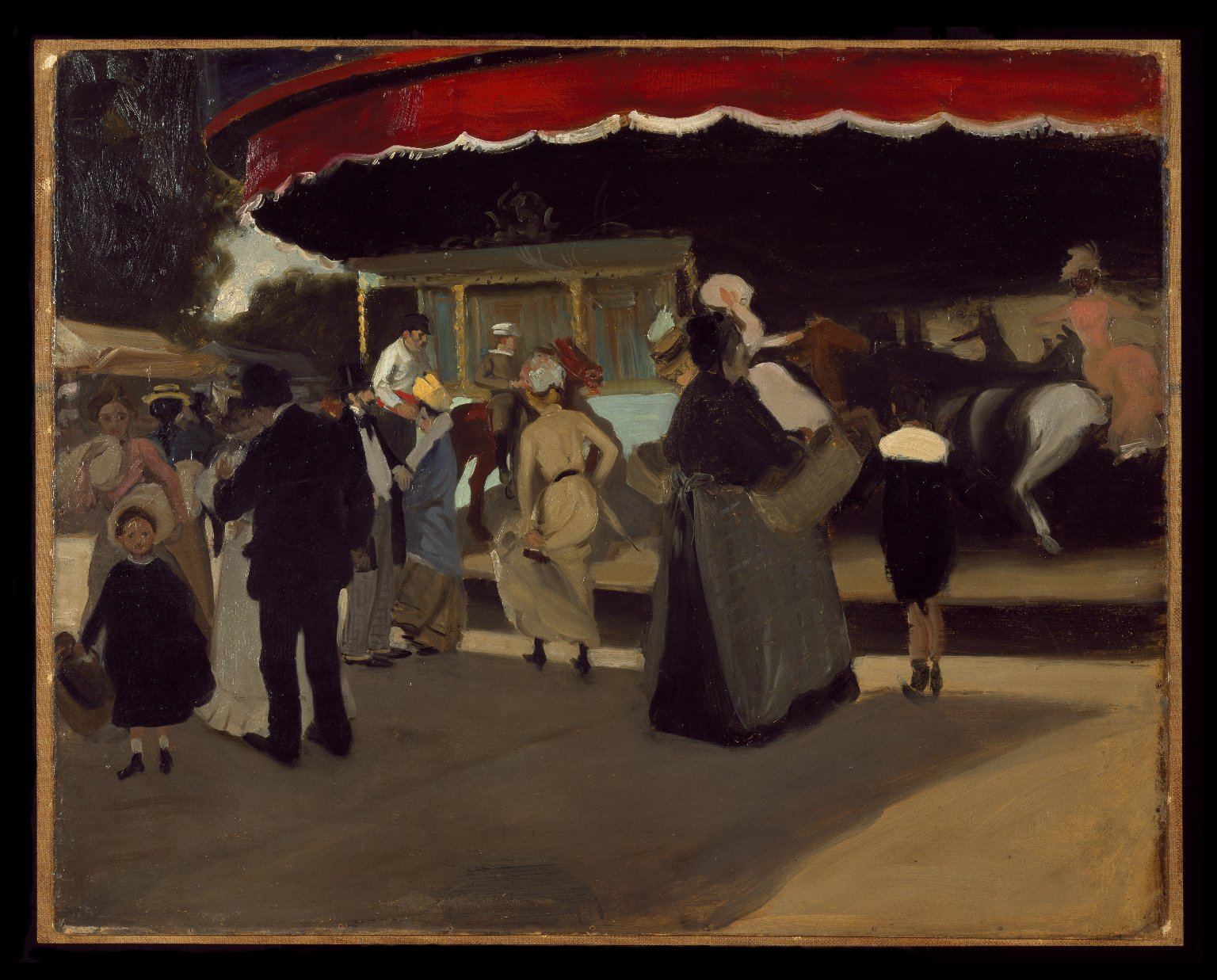
Carrousel, huile sur toile, 1901-1902 (Brooklyn Museum).
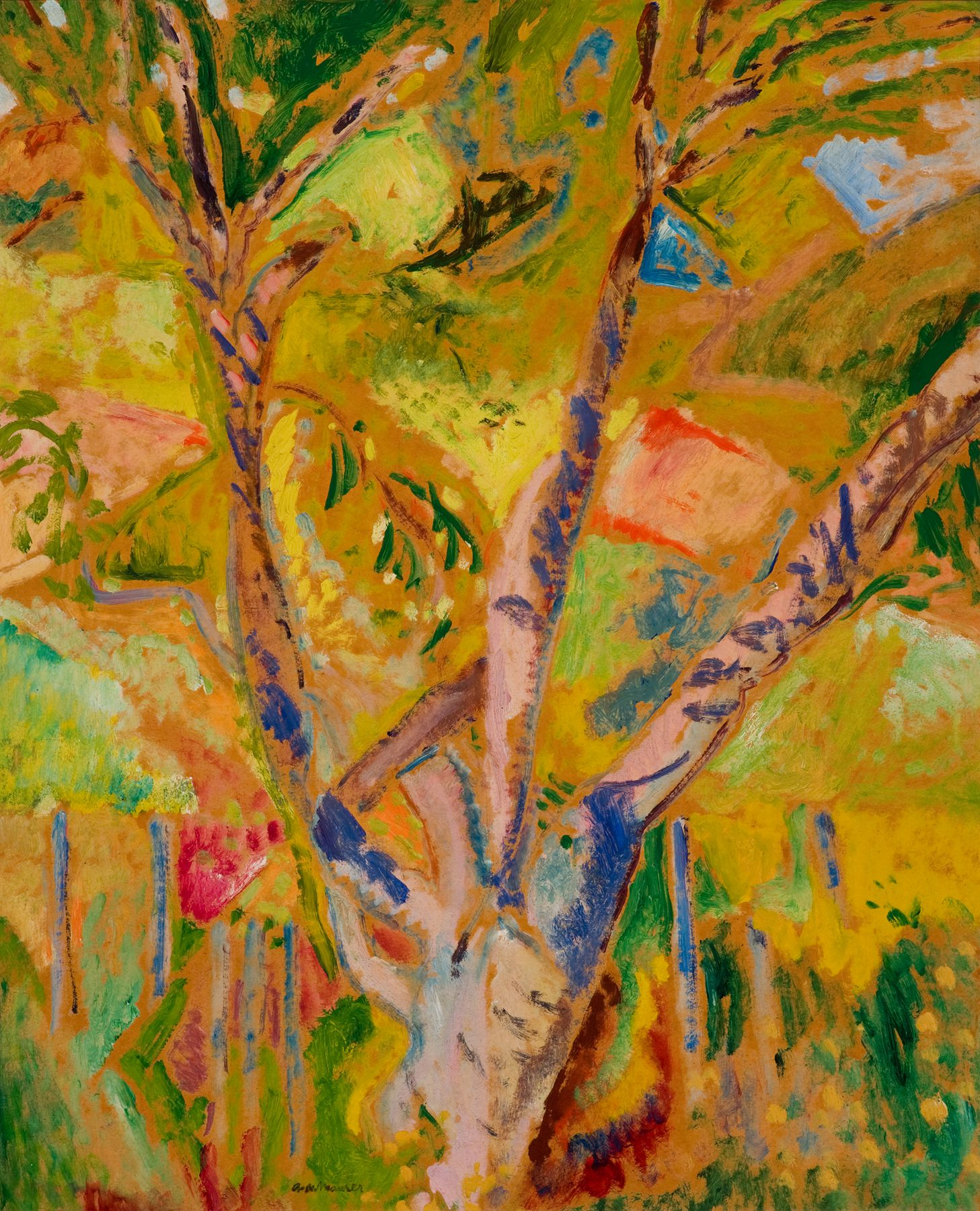
Landscape of Provence, huile sur toile, 1912.
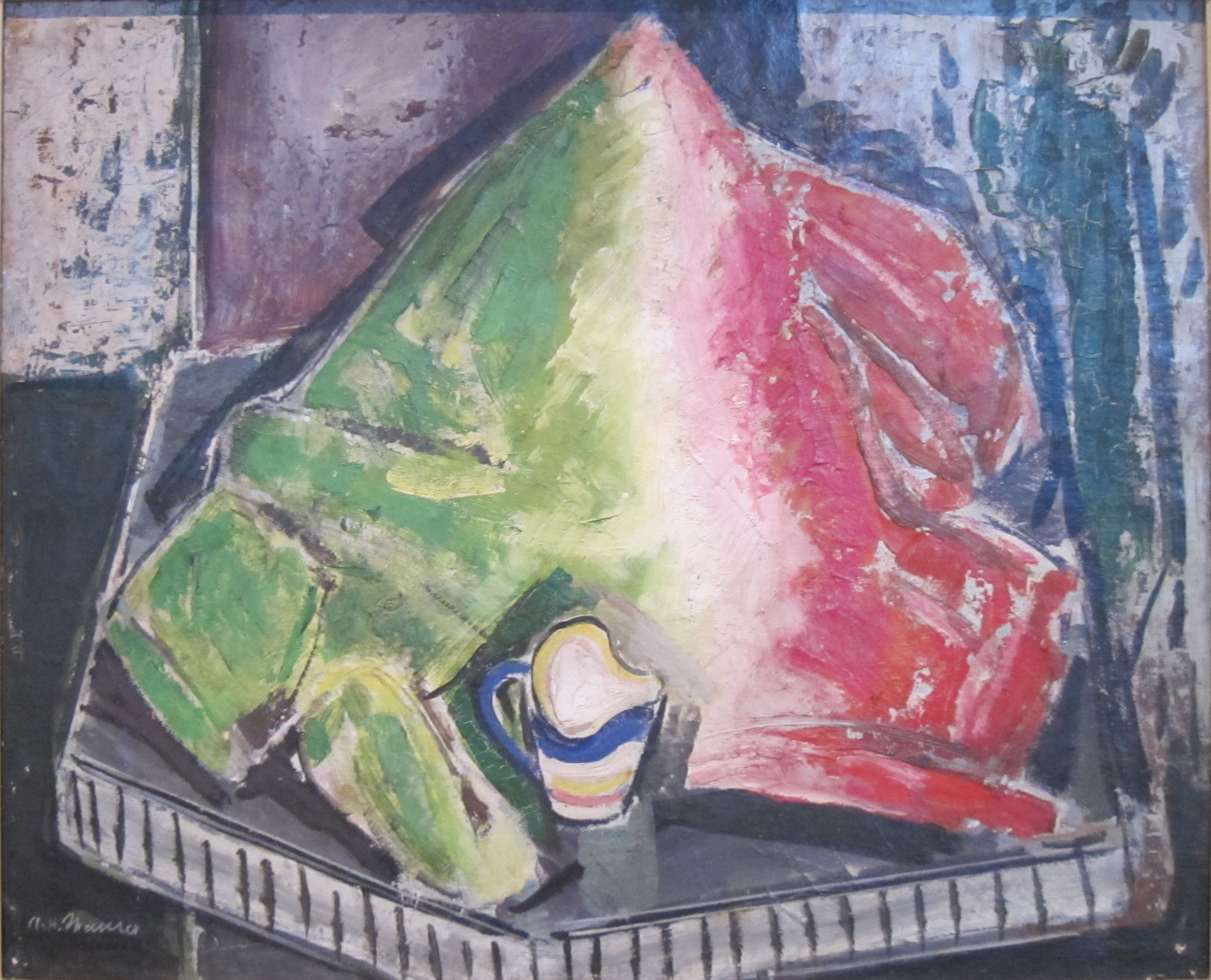
Nature morte, huile sur toile, 1928 (Dayton Art Institute).
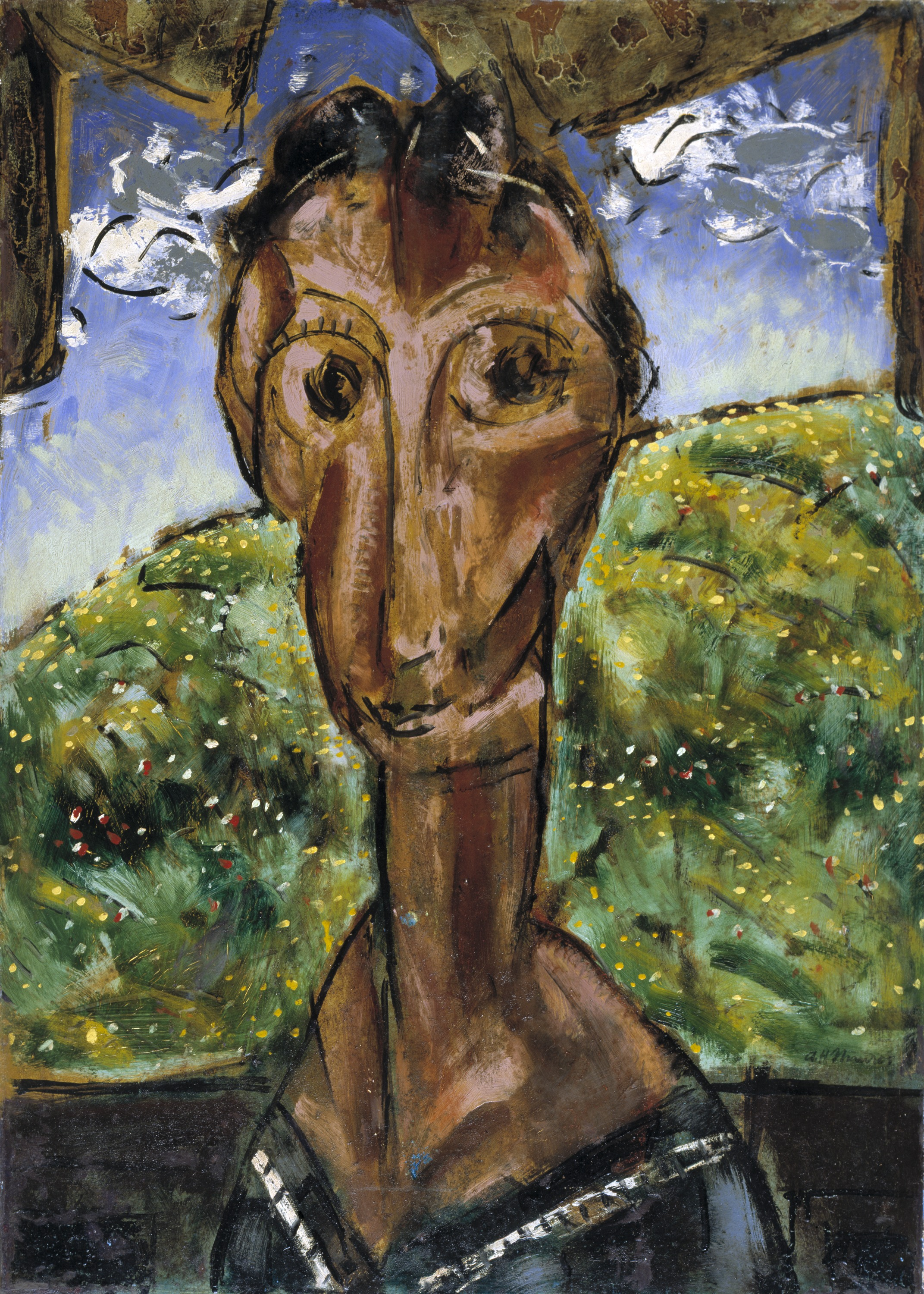
Head of a Woman, huile sur toile, 1929.